# Колтановский, Джордж
Джордж Колтановский (англ. George Koltanowski; 17 сентября 1903, Антверпен — 5 февраля 2000, Сан-Франциско) — американский, ранее бельгийский, шахматист, почётный гроссмейстер (1988), арбитр (1960). Президент Шахматной федерации США (1975—1978). Шахматный литератор. До 1939 жил в Бельгии; 4-кратный чемпион страны (1923—1936). В составе команды Бельгии участник Олимпиад 1927 и 1928.
Лучшие результаты в других международных соревнованиях: Гастингс (1928/1929 и 1935/1936) — 4-е; Рамсгит (1929) — 4-5-е (с Г. Мароци); Ситжес (1934) — 3-4-е (с С. Тартаковером); Барселона (1934 и 1935) — 1-3-е (с А. Лилиенталем и С. Тартаковером) и 1-2-е (с С. Флором); Росас (1935) — 2-е места.
Добился высоких результатов в игре вслепую: в 1931 установил мировой рекорд, дав в Антверпене сеанс на 30 досках (продолжительность — 10½ часов; результат: +20 −0 =10); в 1937 в Эдинбурге сыграл против 34 шахматистов (13½ часов; +24 −0 =10). 4 декабря 1960 года в Сан-Франциско сыграл вслепую 56 партий, выиграв 50 и сведя вничью 6, установив мировой рекорд.
По другим данным, последнее («рекордное») выступление представляло собой сеанс не одновременной, а последовательной игры, то есть Колтановский просто сыграл 56 партий одну за другой. Косвенными подтверждениями этого являются, во-первых, преклонный возраст Колтановского, во-вторых, текст сохранившихся партий: большинство из них очень короткие, сыгранные одновременно, они не могли занять 9 часов, про которые писали газеты. Наконец, в этом выступлении ограничивалось время на обдумывания ходов 10-ю секундами. В сеансах одновременной игры такое нельзя реализовать.

## Книги
- Adventures of a chess master, N. Y.. 1955;
- With the chess masters, S. F.f 1972.